# Jon Bru
Jon Bru Pascal (Bera, 18 oktober 1977) is een Spaans voormalig wielrenner die in 2008 zijn carrière afsloot bij Euskaltel-Euskadi.

## Overwinningen
2003
Puntenklassement Ronde van Polen
2006
2e en 4e etappe Ronde van het District Santarém
Punten- en bergklassement Ronde van het District Santarém

## Resultaten in voornaamste wedstrijden
| Jaar | Milaan-San Remo | Luik-Bast.‑Luik | Parijs-Brussel | Clásica San Sebastián |
| ---- | --------------- | --------------- | -------------- | --------------------- |
| 2005 |                 |                 | 6e             | 5e                    |
| 2006 |                 |                 |                | 108e                  |
| 2007 | opgave          | opgave          |                | 97e                   |

## Ploegen
- 2000 –  Banesto (stagiair vanaf 1 september)
- 2001 –  LA Aluminios-Pecol-Calbrita (stagiair vanaf 1 september)
- 2002 –  LA Aluminios-Pecol
- 2003 –  LA Aluminios-Pecol
- 2004 –  LA Aluminios-Pecol
- 2005 –  Kaiku
- 2006 –  Kaiku
- 2007 –  Euskaltel-Euskadi
- 2008 –  Euskaltel-Euskadi

Arrieta ·
Baranowski ·
Barbosa ·
Benito ·
Brożyna ·
Bruseghin ·
García ·
Garmendia ·
E. Jiménez ·
J. M. Jiménez ·
Lastras ·
Latasa ·
Mancebo ·
Mensjov ·
Navas ·
Odriozola ·
A. Osa ·
U. Osa ·
Piepoli ·
Rodrigues ·
Solaun ·
Zülle ·
Bru (stagiair) ·
Gil (stagiair) ·
Zandio (stagiair) 
Albizuri ·
Antón ·
Aperribay ·
Aranaga ·
Astarloza ·
Azanza ·
Bru ·
Etxebarria ·
Fernández ·
Galdós ·
Galparsoro ·
Hernández ·
Iriondo ·
Irizar ·
Isasi ·
Lafuente ·
Landaluze ·
Luengo ·
Oroz ·
Mayoz ·
Peña ·
A. Pérez ·
R. Pérez ·
Sánchez ·
Txurruka ·
Uribarri ·
Velasco ·
Verdugo ·
H. Zubeldia ·
J. Zubeldia
Agirre ·
Albizuri ·
Antón ·
Aperribay ·
Aramendia ·
Astarloza ·
Azanza ·
Bru ·
Fernández ·
Galdós ·
Galparsoro ·
Hernández ·
Irizar ·
Isasi ·
Lafuente ·
Landaluze ·
Luengo ·
Martínez ·
Oroz ·
A. Pérez ·
R. Pérez ·
Sánchez  ·
Txurruka ·
Velasco ·
Verdugo ·
Zubeldia